# 綾奈ゆにこ
綾奈 ゆにこ（あやな ゆにこ、8月19日-）は、日本の脚本家（アニメ脚本家）、漫画原作者である。日本脚本家連盟所属。

## 概要
大学在学中の2008年に『ドルアーガの塔 〜the Aegis of URUK〜』第6話「雷光の架け橋」で脚本家デビューした。
『セイクリッドセブン』では脚本として第8話「マゴコロを込めて」を担当したが、TOKYO MXで最終話放送終了後に行われた1話限りのアンコール放送を決定する視聴者投票企画においては、
綾奈が担当した第8話が第2位に圧倒的な差をつけて第1位を獲得し脚本を賞賛した感想も多かった。後にスペシャルエディションで、再び脚本を担当した。
好きなジャンルとして百合作品を挙げており、百合に関連する作品の脚本のほか、エッセイ集『ちいさい百合みぃつけた』や百合関連の雑誌特集の監修を手掛けたり、ヴィレヴァン×百合の業界横断フェア「百合展」にて序文を担当するなどの百合関連のイベントへの参加も行っている。

## 参加作品

### テレビアニメ
2008年
- ドルアーガの塔 〜the Aegis of URUK〜
- 鉄のラインバレル（メディアライター）

2009年
- ドルアーガの塔 〜the Sword of URUK〜
- シャングリ・ラ
- 青い花

2010年
- 聖痕のクェイサー（メディアライター）
- 世紀末オカルト学院
- バクマン。

2011年
- 電波女と青春男（シリーズ構成）
- ラストエグザイル-銀翼のファム-
- 魔乳秘剣帖
- 神様のメモ帳
- セイクリッドセブン

2012年
- 夏色キセキ
- 人類は衰退しました
- 好きっていいなよ。
- アイカツ!
- リトルバスターズ!

2013年
- きんいろモザイク（シリーズ構成）

2014年
- ディーふらぐ!
- 普通の女子校生が【ろこどる】やってみた。（シリーズ構成）
- オレん家のフロ事情（シリーズ構成）
- 七つの大罪

2015年
- アイドルマスター シンデレラガールズ
- アクエリオンロゴス
- ハロー!!きんいろモザイク（シリーズ構成）
- 枕男子（シリーズ構成）

2016年
- 少女たちは荒野を目指す（シリーズ構成）
- 七つの大罪 聖戦の予兆（シリーズ構成）
- フリップフラッパーズ（ストーリーコンセプト）

2017年
- アイドルマスター SideM（シリーズ構成）
- アリスと蔵六
- BanG Dream!（シリーズ構成）
- 恋と嘘
- 戦刻ナイトブラッド

2018年
- アイドリッシュセブン
- ルパン三世 PART5

2019年
- BanG Dream! 2nd Season（シリーズ構成）
- ギヴン（シリーズ構成）

2020年
- BanG Dream! 3rd Season（シリーズ構成）

2021年
- D4DJ First Mix

2023年
- とーとつにエジプト神2
- ビックリメン（シリーズ構成）
- BanG Dream! It's MyGO!!!!!（シリーズ構成）
- 薬屋のひとりごと

2024年
- 菜なれ花なれ
- かつて魔法少女と悪は敵対していた。（シリーズ構成）

2025年
- BanG Dream! Ave Mujica（シリーズ構成）
- ちゃんと吸えない吸血鬼ちゃん（シリーズ構成）
- キミとアイドルプリキュア♪

### 劇場アニメ
2013年
- 龍 -RYO-

2015年
- デジモンアドベンチャー tri. 第1章「再会」

2016年
- デジモンアドベンチャー tri. 第2章「決意」

2017年
- デジモンアドベンチャー tri. 第4章「喪失」

2019年
- BanG Dream! FILM LIVE（脚本スーパーバイザー・脚本監修） - 西野裕子（Craft Egg）と共同

2020年
- 映画 ギヴン

2021年
- きんいろモザイク Thank you!!
- 劇場版 BanG Dream! Episode of Roselia（シリーズ構成）

2022年
- 劇場版 BanG Dream! ぽっぴん'どりーむ!（シリーズ構成・脚本） - 脚本は後藤みどりと共同

2024年
- 映画 ギヴン 柊mix
- 映画 ギヴン 海へ

### OVA
2012年
- 堀さんと宮村くん

2014年
- リトルバスターズ!EX

2016年
- ブラザーフッド ファイナルファンタジーXV

2021年
- ギヴン うらがわの存在

### 舞台
- We are RAISE A SUILEN〜BanG Dream! The Stage〜（2020年、脚本）
- ギヴン（2021年、脚本）
- 川越ボーイズ・シング（2024年、脚本）
- ささやくように恋を唄う（2024年、脚本）

### 小説
- 世紀末オカルト学院 （MF文庫J 2010年11月）「ちぃの初恋」 - アニメ本編参加脚本家による短編集。

### 漫画原作
- それが世界のフツーになる（作画：高木しげよし、『コミックZERO-SUM』2013年12月号 - 2015年10月号連載、ZERO-SUMコミックス 全3巻）

### エッセイ
- 綾奈ゆにこのちいさい百合みぃつけた☆（『月刊ニュータイプ』2011年12月号 - 2014年12月号連載）
  - ちいさい百合みぃつけた（KADOKAWA 2014年11月） - 上記連載の書籍化

## 出演
- 晴れ女の会（山口ひかる、山崎もえとのトークイベント）[17]